# Catedral de la Immaculada Concepció de Nagasaki
La Catedral de la Immaculada Concepció de Nagasaki és l'església catedral de l'arxidiòcesi de Nagasaki al Japó. Es va construir el 1895 en estil neoromànic al districte d'Urakami, a Nagasaki, en el moment en què va cessar la persecució dels cristians. Destruït per la bomba atòmica llançada sobre la ciutat el 9 d'agost de 1945, es va reconstruir el 1959.

## Història

### Construcció alseglexix
El 1865, el sacerdot francès (de les missions estrangeres de París), Bernard Petitjean, va descobrir que gairebé tots els habitants d'Urakami, un poble al nord de la ciutat de Nagasaki, eren cripto-cristians que, perseguits, es van amagar i van viure clandestinament durant diversos segles.
Novament perseguits entre el 1869 i el 1873, més de 3.600 cristians es van exiliar. Gairebé 650 d'ells moren en aquest nou període de persecució. Els anomenats kakure kirishitan ("cristians clandestins") van tornar al seu poble el 1873 i van decidir construir la seva pròpia església al mateix lloc on els seus avantpassats havien estat perseguits per la seva fe cristiana.
La construcció és supervisada pel pare Francine i finalitzada sota la direcció del pare Regani, ambdós sacerdots de les missions estrangeres a París. Les dues torres que emmarquen la façana tenen una alçada de 64 metres. Quan es va acabar la catedral era la més gran de tota l'Àsia oriental. Nagasaki és diòcesi des de 1891.

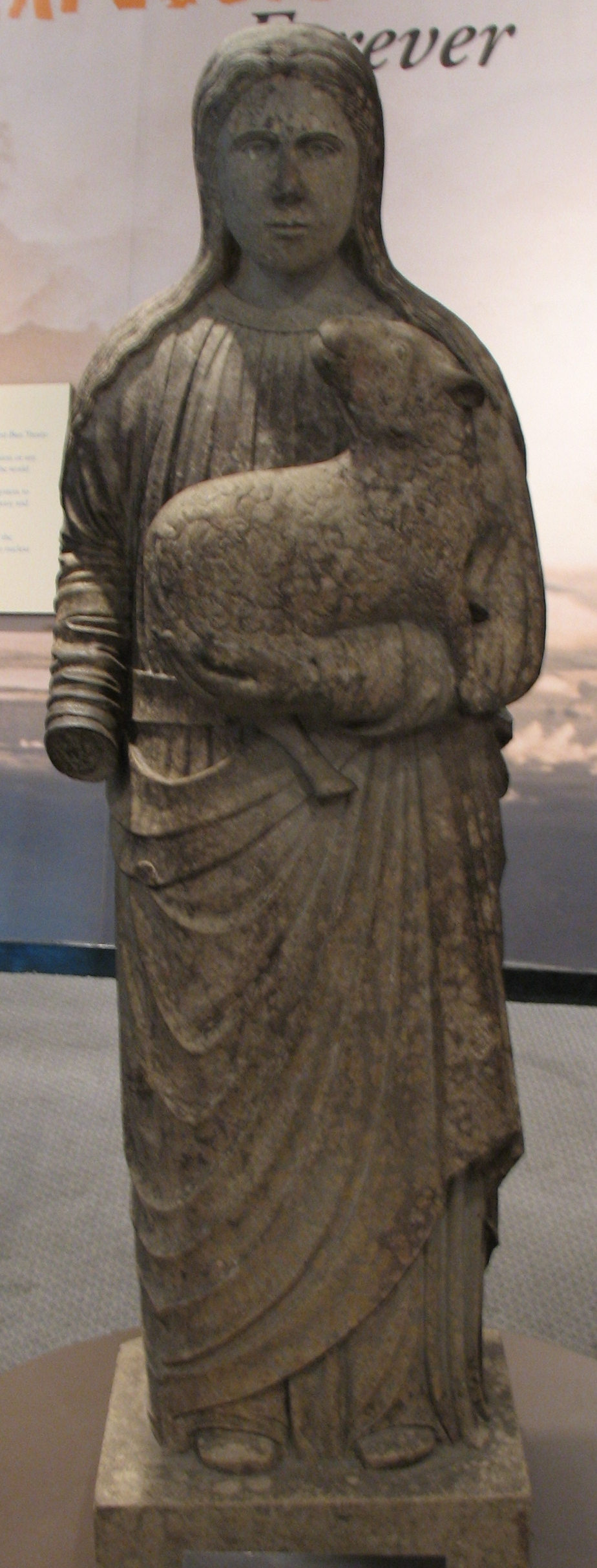
L'estàtua d'Agnès de Roma, salvada de les ruïnes, es troba a la seu de les Nacions Unides a Nova York.

### Destrucció per la bomba atòmica
La bomba atòmica que es va llançar sobre Nagasaki el 9 d'agost de 1945 esclata a 500 metres de terra, a poca distància de la catedral, destruint-la completament. Un gran nombre de fidels reunits a l'església per a una celebració litúrgica hi van perdre la vida, ja sigui per radiació o per l'esfondrament de l'edifici.

### Reconstrucció
Després de la guerra, el 1959, la catedral es va reconstruir al mateix lloc, tot i que les autoritats municipals de Nagasaki volien conservar-hi les ruïnes com a patrimoni històric. Es va oferir una altra ubicació per a una nova catedral. No obstant això, els cristians de Nagasaki van decidir que la catedral seria reconstruïda a la ubicació original per la seva importància històrica. El lloc s'ha convertit en un símbol de la persecució dels cristians al Japó i del seu patiment. La Mare de Déu de Nagasaki, una estàtua conservada miraculosament, s'hi ha exposat des de la seva reconstrucció.
Les restes de les parets i columnes de la catedral original es van desplaçar i es troben a prop al Parc de la pau. Estàtues i altres objectes malmesos pel bombardeig, inclosa la campana de l'Àngelus, ara estan exposats al Museu de la bomba atòmica de Nagasaki. El 1949 Takashi Nagai va escriure un llibre, The Bells of Nagasaki on escriu vivament la seva experiència com a supervivent del bombardeig atòmic de Nagasaki. El títol fa referència a les campanes de la catedral d'Urakami.
El 1980, el nou edifici es va remodelar de manera que s'assemblés més a l'edifici francès original.